# Sukhoi Su-30MKK
El Sukhoi Su-30MKK (designación OTAN: Flanker-G) es una modificación del Su-27SK manufacturada desde 1999 por la KnAAPO y Shenyang Aircraft Corporation. Es considerada como una versión muy mejorada del Sukhoi Su-30. Ha sido desarrollada en conjunto por Rusia y China, bastante similar al Su-30MKI. Es un avión de ataque todo tiempo, de largo alcance y tipo pesado, comparable en sus características al estadounidense F-15E.
La Fuerza Aérea del Ejército de China adquirió dos lotes totalizando 76 Su-30MKK entre los años 2000 y 2003. El tercer lote de aviones, consiste de 24 prototipos de la más avanzada versión Su-30MKK2, y fue entregado en agosto de 2004. Actualmente el Su-30MKK es el avión de combate más avanzado en servicio con dicha Fuerza Aérea. Representa otra mejora posterior al Su-30MKK con avances principalmente en el área de la aviónica y adicionalmente capacidad de ataque marítimo. El MKK y el MK2 son operados actualmente por la Fuerza Aérea del Ejército Popular de Liberación, la Fuerza Aérea de Indonesia, y más recientemente por la Fuerza Aérea de Venezuela.
La prestigiosa revista de defensa Jane's Defence Weekly reportó el 31 de marzo de 2004 que a comienzos de 2004, China había recibido unos 154 aviones Sukhoi (este número no incluye alrededor de 100 aeronaves construidas en China), mayormente aviones Su-27SK, para finales de 2004 cerca de 273 aeronaves Sukhoi deberían estar ya en servicio.

## Diseño y desarrollo
China y Rusia comenzaron las negociaciones para la compra del avión multipropósito Su-30MK en el año 1996 mientras el Su-30MK estaba en su desarrollo final. El acuerdo inicial fue por 38 aeronaves valoradas en alrededor de US$ 2 billones y se firmó en agosto de 1999.
El 9 de marzo de 1999, el primer prototipo nombrado "Blue 501" realizó su vuelo inicial. En junio 19 del mismo año, el segundo prototipo llamado "Blue 502" realizó a su vez su primer vuelo, y como el primer prototipo, este fue usado también principalmente para realizar pruebas de desempeño aerodinámico. Los número 3 y 4 (prototipos) respectivamente, se nombraron como "Blue 503" y "Blue 504" y fueron construidos más tarde durante ese año y utilizados principalmente para las pruebas de armamento.
Las primeras 10 unidades de producción fueron entregadas a la Fuerza Aérea del Ejército Popular de Liberación (PLAAF) en diciembre de 2000, seguidas por el segundo lote de 10 ejemplares el 21 de agosto de 2001, y el tercer lote de 18 unidades en diciembre de 2001. Estas aeronaves fueron distribuidas entre la 3.ª División Aérea de la PLAAF, el 9.º Regimiento de Combate basado en Wuhu AFB, Provincia de Anhui y la Base de entrenamiento en vuelo de la PLAAF en Cangzhou AFB, Provincia de Hebei, cada uno con 19 ejemplares respectivamente.
En julio de 2001, durante la visita del Presidente Jiang Zemin a Moscú, se suscribió un contrato con KnAAPO para suplir 38 cazas Su-30 MKK adicionales. Dichas aeronaves fueron entregadas a la 18.ª División Aérea de la PLAAF con base en Datuopu AFB, Changsha, Provincia de Hunan y la 29va División Aérea (19 ejemplares) basada en Quzhou AFB, Provincia de Zhejiang en 2003.

## Su-30MKK2
El desarrollo de la última versión del Su-30MK2 comenzó alrededor de comienzos de 2002. Comparada con la versión MKK en servicio para la PLAAF, el Su-30MK2 presenta una incrementada capacidad de precisión en ataque y una completamente nueva unidad C4ISTAR (comando, control, comunicaciones, computación, inteligencia, seguimiento, adquisición y reconocimiento de blancos) rol no presente previamente en el mismo. El nuevo radar de control de tiro N001VEP es especialmente modificado para el lanzamiento del misil supersónico antibuque de largo alcance Kh-31 (nombre código OTAN: Kh-17A Krypton-A).
En enero de 2003, el PRC firmó un contrato con la empresa del Estado Ruso Rosoboronexport para la compra de un tercer lote de 24 aviones (algunos han señalado 28-30) Su-30MKK2. Especialmente preparados para llenar los requerimientos de la Aviación Naval de la República Popular China, estas aeronaves despliegan una incrementada capacidad antibuque. El primer lote de 12 ejemplares fue entregado entre febrero-marzo de 2004, seguido por el segundo lote de 12 ejemplares en agosto de 2004. Estos aviones están desplegados por Aviación Naval de China en la 4.ª División / 10.º Regimiento basado en Feidong AB, provincia de Zhejiang.